# Páucar del Sara Sara
Páucar del Sara Sara is een provincie in de regio Ayacucho in Peru. De provincie heeft een oppervlakte van 2.097 km² en heeft 10.989 inwoners (2015). De hoofdplaats van de provincie is het district Pausa.
De provincie grenst in het noorden aan de provincie Parinacochas, in het oosten aan de regio Arequipa, in het zuiden aan de regio Arequipa en in het westen aan de provincie Parinacochas.

## Bestuurlijke indeling
De provincie Pàucar del Sara Sara is onderverdeeld in tien districten, UBIGEO tussen haakjes:
- (050802) Colta
- (050803) Corculla
- (050804) Lampa
- (050805) Marcabamba
- (050806) Oyolo
- (050807) Pararca
- (050801) Pausa, hoofdplaats van de provincie
- (050808) San Javier de Alpabamba
- (050809) San José de Ushua
- (050810) Sara Sara

Cangallo · Huamanga · Huanca Sancos · Huanta · La Mar · Lucanas · Parinacochas · Páucar del Sara Sara · Sucre · Víctor Fajardo · Vilcas Huamán